# Saša Stanišić

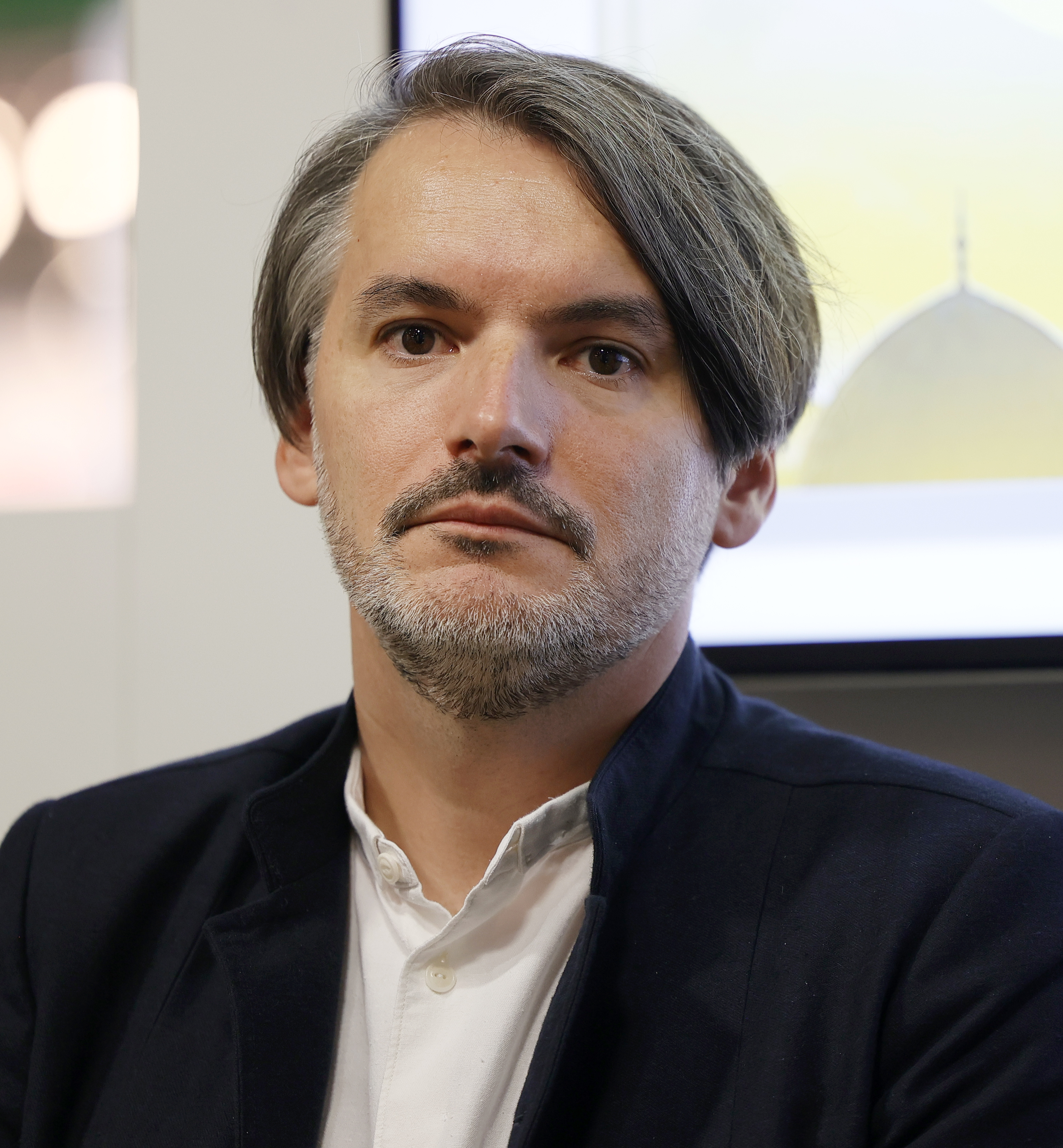
Saša Stanišić auf der Frankfurter Buchmesse (2024)

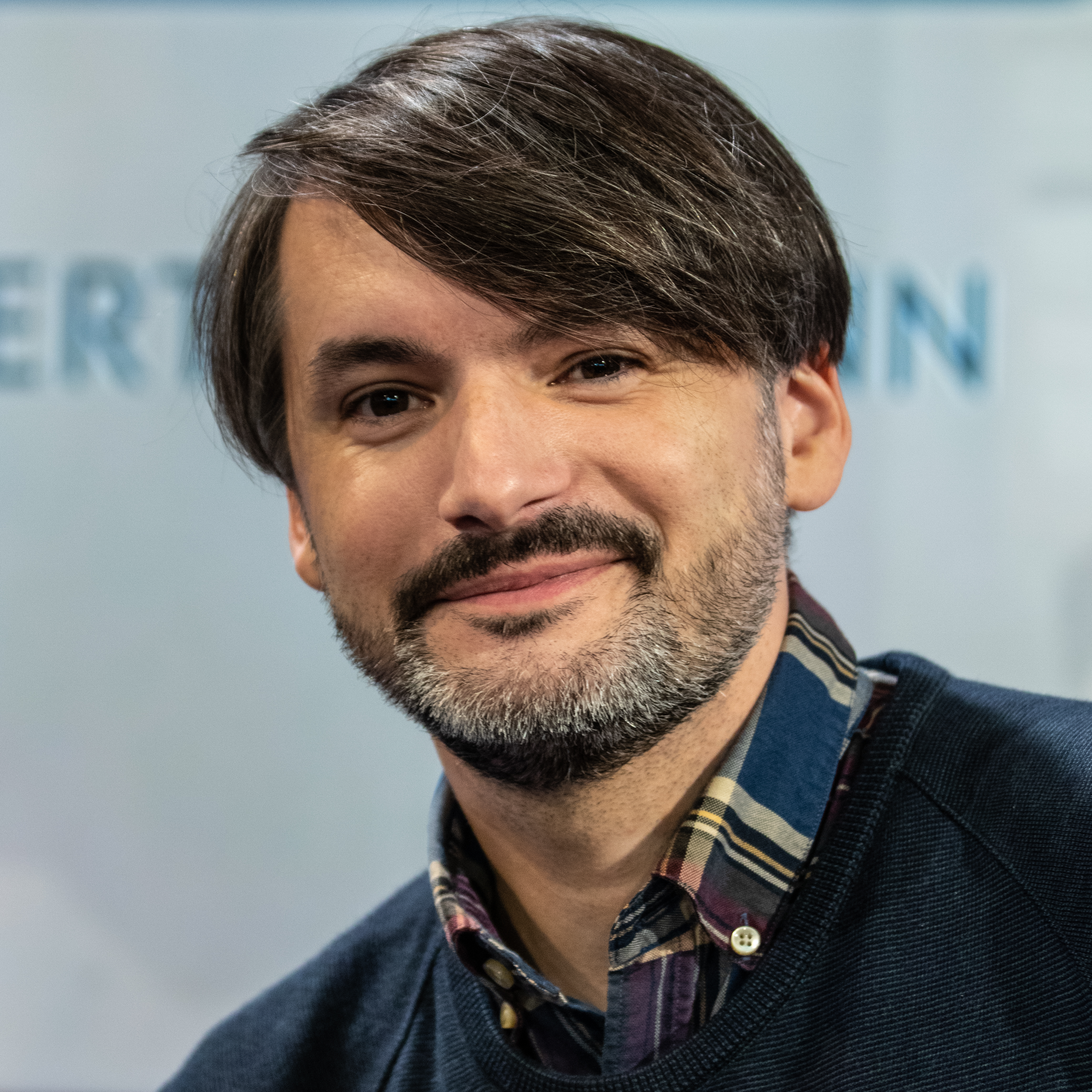
Saša Stanišić (2019)

Saša Stanišić (Aussprache [saʃa ˈstaniʃit͡ɕ]; * 7. März 1978 in Višegrad, Jugoslawien) ist ein deutsch-bosnischer Schriftsteller. Er ist unter anderem Träger des Preises der Leipziger Buchmesse (Vor dem Fest, 2014), des Deutschen Buchpreises (Herkunft, 2019) und des Deutschen Jugendliteraturpreises (Wolf, 2023).
Stanišić ist Vater eines Sohnes. Er lebt mit seiner Familie in Hamburg-Altona. Seit 2013 ist Stanišić deutscher Staatsbürger.

## Leben und Werk

### Flucht nach Deutschland
Stanišić wurde am 7. März 1978 in Višegrad, einer Kleinstadt im östlichen Bosnien, als Sohn einer bosniakischen Politikprofessorin und eines ethnisch serbischen Betriebswirtes, geboren. 1992 besetzten im Rahmen des Bosnienkrieges bosnisch-serbische Truppen Višegrad und etablierten dort die „Republika Srpska“. Stanišić' Eltern flüchteten im selben Jahr mit ihm zu einem Onkel nach Heidelberg, der dort als Gastarbeiter tätig war. Seine Mutter fand Arbeit in einer Wäscherei, während sein Vater auf dem Bau tätig war; 1998 wanderten die Eltern in die USA aus.

### Kindheit und Studium
Stanišić wohnte im Heidelberger Stadtteil Emmertsgrund und besuchte die Internationale Gesamtschule Heidelberg, an der sein schriftstellerisches Talent von seinem Deutschlehrer gefördert wurde, und wechselte nach der Vorbereitungsklasse zum Gymnasialzweig. Nach dem Abitur 1997 studierte er an der Universität Heidelberg Deutsch als Fremdsprache und Slawistik. Während des Studiums entstanden immer mehr literarische Texte, und „der Kindheitstraum vom ‚nur Schreiben‘ wurde größer und größer“.
Für seine Magisterarbeit über Wolf Haas wurde Stanišić 2004 der Jürgen-Fritzenschaft-Preis der Universität Heidelberg verliehen. Zum Wintersemester 2004/2005 nahm er ein Studium am Deutschen Literaturinstitut Leipzig auf.
Für das Jahr 2020 erhielt Stanišić von der Hochschule RheinMain und der Landeshauptstadt Wiesbaden eine Poetikdozentur.

### Werdegang als Autor
2005 war er mit Was wir im Keller spielen… beim Ingeborg-Bachmann-Preis vertreten. Die autobiographisch gefärbte Erzählung, die den Krieg im ehemaligen Jugoslawien aus der Sicht eines Kindes Revue passieren lässt, erhielt den Kelag-Publikumspreis. 2005 war er außerdem Teilnehmer einer Schreibwerkstatt im Künstlerhaus Edenkoben; 2018 wirkte er dort gemeinsam mit Angelica Ammar als Dozent.

#### DebütromanWie der Soldat das Grammofon repariert(2006)
2006 legte Stanišić mit Wie der Soldat das Grammofon repariert seinen Debütroman vor. In der semiautobiographischen Geschichte, die erneut vor dem Hintergrund des Bosnienkrieges angesiedelt ist, porträtiert der Autor den jungen Bosnier Aleksandar aus Višegrad, der mit seinen Eltern nach Deutschland flieht und sich in der neuen Heimat in eine Welt aus Geschichten und Erinnerungen flüchtet. Für die Recherche stattete die Robert Bosch Stiftung den Autor mit dem Grenzgänger-Stipendium aus. Stanišić' Romanerstling war enorm erfolgreich bei Lesern und Kritikern und wurde in 30 Sprachen übersetzt.
Der als poetisch und komisch zugleich bewertete Roman war 2006 auf der Shortlist des Deutschen Buchpreises vertreten und erhielt 2007 den Förderpreis zum Literaturpreis der Stadt Bremen. Außerdem wurde Wie der Soldat das Grammofon repariert im Jahr seiner Veröffentlichung als Hörspiel von der Redaktion Hörspiel und Medienkunst des Bayerischen Rundfunks adaptiert und 2007 für den Deutschen Hörbuchpreis nominiert. 2008 wurde Stanišic mit dem Adelbert-von-Chamisso-Preis, dem Lydia-Eymann-Stipendium und dem Förderpreis zum Heimito von Doderer-Literaturpreis ausgezeichnet.
2006/2007 war Stanišić der Stadtschreiber von Graz. Das Schauspielhaus Graz brachte 2008 die dramatisierte Fassung von Wie der Soldat das Grammofon repariert auf die Bühne. Stanišićs erstes Theaterstück, Go West, wurde im März 2008 uraufgeführt.
2013 erhielt Stanišić das vierte „Feuergriffel“-Stadtschreiber-Stipendium für Kinder- und Jugendliteratur der Stadt Mannheim. Er gastierte im Turm der Alten Feuerwache Mannheim. Für das Romanmanuskript Anna erhielt er im selben Jahr den Alfred-Döblin-Preis und für Frau Kranz malt ein Bild von Hier den Hohenemser Literaturpreis.

#### Zweiter RomanVor dem Fest(2014)

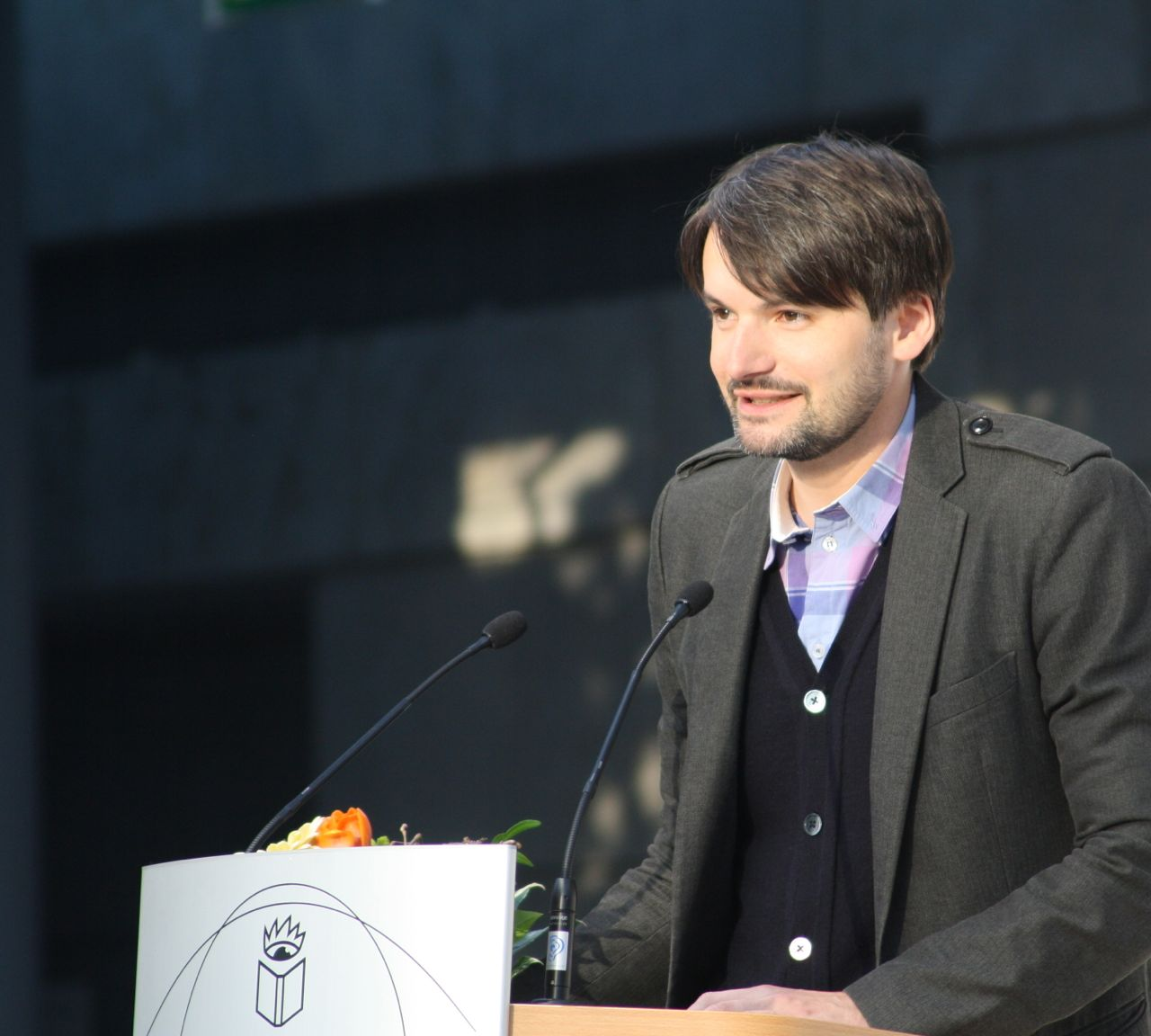
Dankesrede von Saša Stanišić anlässlich der Verleihung des Preises der Leipziger Buchmesse 2014

2014 wurde Stanišić mit dem Preis der Leipziger Buchmesse in der Kategorie Belletristik für seinen zweiten Roman Vor dem Fest geehrt. Im selben Jahr wurde er für den Deutschen Buchpreis nominiert (Longlist).
Bei den Hamburger Abiturprüfungen 2019 wurden als Aufgabe Fragen zum Roman Vor dem Fest im Unterrichtsfach Deutsch gestellt. Nach eigenen Angaben nahm Stanišić unter einem Frauennamen an der Prüfung teil und erhielt für die Aufgaben, bei denen unter anderem im Sinne des Autors ein weiteres Kapitel hinzugefügt und das Buch literaturwissenschaftlich eingeordnet werden sollte, 13 von 15 möglichen Punkten.

#### Dritte PublikationFallensteller(2016)
2016 erhielt er den Rheingau Literatur Preis für den Erzählungsband Fallensteller und 2017 den Schubart-Literaturpreis.

#### Dritter RomanHerkunft(2019)
Ebenfalls 2019 wurde er für den autobiografisch gefärbten Roman Herkunft mit dem Deutschen Buchpreis ausgezeichnet. Die Jury lobte Stanišić als fantasievollen und witzigen Erzähler: „Unter jedem Satz dieses Romans wartet die unverfügbare Herkunft, die gleichzeitig der Antrieb des Erzählens ist […] Mit viel Witz setzt er den Narrativen der Geschichtsklitterer seine eigenen Geschichten entgegen.“ In der Dankesrede kritisierte Stanišić die Vergabe des Literaturnobelpreises an Peter Handke. Unter anderem sagte er: „Ich hatte das Glück, dem zu entkommen, was Peter Handke in seinen Texten nicht beschreibt.“ Der österreichische Autor hatte sich im Zusammenhang der Jugoslawienkriege wiederholt auf die Seite der Serben gestellt.

#### Kinderbücher
Seit 2021 veröffentlicht Stanišić auch Kinderbücher: In diesem Jahr erschien das Kinderbuch Hey, hey, hey, Taxi!, das bei Presse und Publikum viel Aufmerksamkeit erhielt und zu einem Bestseller wurde. Im selben Jahr erschien dann auch das Vorlesebuch Panda-Pand. 2023 erschien der Kinderroman Wolf, der ebenfalls zu einem Bestseller wurde und für den Stanišić im Oktober 2024 den Deutschen Jugendliteraturpreis in der Kategorie Kinderbuch erhielt. Ebenfalls im Herbst 2024 erschien der Nachfolgeband zu seinem ersten Kinderbuch, Hey, hey, hey, Taxi! 2.

### Mitgliedschaften
Seit 2015 ist Stanišić Mitglied der Freien Akademie der Künste in Hamburg. Von 2015 bis 2022 war er Mitglied im PEN-Zentrum Deutschland.
Er war auf Vorschlag der Grünen-Fraktion im Landtag Baden-Württemberg Mitglied der 17. Bundesversammlung.

## Werke

### Romane, Erzählungen
- Wie der Soldat das Grammofon repariert. Roman. Luchterhand Literaturverlag, München 2006, ISBN 3-630-87242-5.
- Vor dem Fest. Roman. Luchterhand Literaturverlag, München 2014, ISBN 978-3-630-87243-8.
- Fallensteller. Erzählungen. Luchterhand Literaturverlag, München 2016, ISBN 978-3-630-87471-5.
- Herkunft. Roman. Luchterhand Literaturverlag, München 2019, ISBN 978-3-630-87473-9.
- Möchte die Witwe angesprochen werden, platziert sie auf dem Grab die Gießkanne mit dem Ausguss nach vorne. Erzählungen. Luchterhand Literaturverlag, München 2024, ISBN 978-3-630-87768-6.

### Kinderbücher
- Hey, hey, hey, Taxi! Kinderbuch. Illustriert von Katja Spitzer. mairisch Verlag, Hamburg 2021, ISBN 978-3-948722-05-0.[32] (Hörbuchausgabe: ISBN 978-3-948722-06-7)
- Panda-Pand. Kinderbuch. Illustriert von Günther Jakobs. Carlsen Verlag, Hamburg 2021, ISBN 978-3-551-52180-4. (Hörbuchausgabe: ISBN 978-3-7456-0312-5)
- Wolf. Kinderbuch. Illustriert von Regina Kehn. Carlsen Verlag, Hamburg 2023, ISBN 978-3-646-93787-9.
- Ava auf einem Bein. Illustriert von Regina Kehn. Carlsen Verlag, Hamburg 2024, ISBN 978-3-551-03929-3.
- Hey, hey, hey, Taxi! 2 Kinderbuch. Gemeinsam mit Nikolai Stanišić. Illustriert von Katja Spitzer. mairisch Verlag, Hamburg 2024, ISBN 978-3-948722-36-4.
- Hey, hey, hey, Taxi! 2 Hörbuch. Gesprochen vom Autor. Der Hörverlag, München 2024, ISBN 978-3-8445-5229-4.

### Hörspiele
- 2005: Träum! Traum, Traumata:, Regie: Marlene Breuer (HR)
- 2006: Wie der Soldat das Grammofon repariert, Regie: Leonhard Koppelmann, Komposition: Merima Kljuco (BR Hörspiel und Medienkunst), ISBN 3-86604-275-2.
- 2015: Vor dem Fest, Regie: Judith Lorentz, Komposition: Lutz Glandien (RBB)
- 2017: Georg Horvath ist verstimmt, Regie: Oliver Sturm, Komposition: Andreas Bick (NDR)

### Fantasy
- Aus den Quellen des Harotrud. Der Reigen der fünf Schwestern. Zwei DSA-Abenteuer aus der Reihe Das schwarze Auge – Fluch vergangener Zeiten. Ulisses Spiele, Waldems 2002, ISBN 3-89064-379-5 (gemeinsam mit Stephanie von Ribbeck)

### Beiträge in Zeitschriften und Anthologien

#### Erzählungen
- 2001: In Silence I Trust. In: Krachkultur 9/2001
- 2002: Zinke, in. 20 unter 30. Junge deutsche Autoren, hrsg. von Martin Brinkmann und Werner Löcher-Lawrence, DVA 2002
- 2002: get done: strippen, kajal
- 2003: Heinz Harald Frentzen hat Schnupfen
- 2005: Träum! Traum, Traumata
- 2005: Äcki spielt auf für die Jungs und Petra, den Funker
- 2005: Was wir im Keller spielen …
- 2005: Zwei Anweisungen für Strukturstabilität, jeweils mit Beispielen, dazu zwei kleinere Erledigungen
- 2005: Zinke rennt. In: Unter Aves' Schwingen, Fanpro, Erkrath

#### Essays
- 2005: Doppelpunktnomade

## Adaptionen für das Theater
- 2008 Wie der Soldat das Grammofon repariert, Schauspielhaus Graz (Regie: Christine Eder)
- 2020 Herkunft, Theater Oberhausen (Regie: Sascha Hawemann)
- 2021 Herkunft, Thalia Theater Hamburg (Regie: Sebastia Nübling)
- 2021 Hey, hey, hey, Taxi!, Theater im Marienbad (Regie: Christoph Müller)
- 2022 Hey, hey, hey, Taxi!, Theater Junge Generation Dresden (Regie: Nils Zapfe)
- 2022 Herkunft, Nationaltheater Mannheim (Regie: Johanna Wehner)
- 2023 Herkunft, Theater Heidelberg (Regie: Nick Hartnagel)
- 2023 Hey, hey, hey, Taxi!, Moa Theater Hannover (Bühnenfassung: Nicolai Saris)
- 2023 Wolf, Theater Magdeburg (Regie: Clara Weyde)
- 2023 Herkunft, Theater Lübeck (Regie: Mirja Biel)
- 2024 Vor dem Fest, Staatstheater Hannover (Regie: Lars-Ole Walburg)
- 2024 Wolf, Stadttheater Bremen (Regie: Bianca Sue Henne, Kristo Šagor)
- 2024 Hey, hey, hey, Taxi!, La Grenouille Biel, zweisprachig Deutsch/Französisch, (Adaption & Inszenierung: Charlotte Huldi)
- 2024 Hey, hey, hey, Taxi!, Mittelsächsisches Theater, (Regie: Johanna Landsberg)
- 2025 Wolf, Thalia Theater Hamburg
- 2025 Wie der Soldat das Grammofon repariert, Württembergische Landesbühne Esslingen (Regie: Felix Metzner)
- 2025 Wolf, Theater Junge Generation Dresden (Regie: Julia Sontag)
- 2025 Wolf, Theater am Alten Markt Bielefeld (Regie: Nadja Loschky)
- 2025 Möchte die Witwe angesprochen werden, plaziert sie die Gießkanne mit dem Ausguss nach vorne, Theater Freiburg (Regie: Jessica Glause)
- 2025 Hey, hey, hey, Taxi!, Theater Ansbach (Puppenspiel, Regie: Robert Arnold)

## Auszeichnungen
- 2004: Jürgen-Fritzenschaft-Preis der Universität Heidelberg
- 2005: Kelag-Publikumspreis beim Ingeborg-Bachmann-Preis
- 2005: Grenzgänger-Stipendium der Robert Bosch Stiftung[11]
- 2006: Shortlist-Nominierung für den Deutschen Buchpreis mit Wie der Soldat das Grammofon repariert
- 2006/07: Stadtschreiber von Graz
- 2007: Förderpreis zum Bremer Literaturpreis für Wie der Soldat das Grammofon repariert
- 2008: Adelbert-von-Chamisso-Preis[13]
- 2008: Lydia-Eymann-Stipendium
- 2008: Förderpreis zum Heimito von Doderer-Literaturpreis
- 2013: Stadtschreiber von Mannheim („Feuergriffel“-Stipendium)[33]
- 2013: Alfred-Döblin-Preis[16] für das Romanmanuskript Anna
- 2013: Hohenemser Literaturpreis für den Text Frau Kranž malt ein Bild von Hier
- 2014: Preis der Leipziger Buchmesse für Vor dem Fest
- 2014: Longlist-Nominierung für den Deutschen Buchpreis mit Vor dem Fest
- 2016: Rheingau Literatur Preis für Fallensteller
- 2017: Schubart-Literaturpreis[21]
- 2019: Poetikdozentur der Hochschule RheinMain und der Landeshauptstadt Wiesbaden
- 2019: Deutscher Buchpreis für Herkunft
- 2020: Weilheimer Literaturpreis[34]
- 2020: Usedomer Literaturpreis für Herkunft, stellvertretend für sein Gesamtwerk
- 2020: Eichendorff-Literaturpreis für Herkunft
- 2020: Hans-Fallada-Preis für Herkunft
- 2021: Schillerpreis der Stadt Marbach am Neckar[35]
- 2021: Europese Literatuurprijs[36]
- 2021: Preis der Deutschen Schallplattenkritik für das Hörbuch zu Hey, hey, hey, Taxi!
- 2022: Nominierung für den Deutschen Jugendliteraturpreis für Hey, hey, hey, Taxi! (gemeinsam mit Illustratorin Katja Spitzer)
- 2023: Nelly-Sachs-Preis der Stadt Dortmund[37]
- 2023: Mitteleuropäischer Literaturpreis Angelus für Herkunft[38]
- 2023: Hamburger Literaturpreis in der Kategorie Erzählung für Traumnovelle[39]
- 2024: Deutscher Jugendliteraturpreis für Wolf (gemeinsam mit Illustratorin Regina Kehn) in der Kategorie Kinderbuch
- 2024: Verdienstorden des Landes Baden-Württemberg[40]
- 2024: Wilhelm Raabe-Literaturpreis für Möchte die Witwe angesprochen werden, platziert sie auf dem Grab die Gießkanne mit dem Ausguss nach vorne[41]